# Kit West
Christopher John „Kit“ West (* 1936 in London; † 16. April 2016) war ein britischer Spezialeffektkünstler, der 1982 für Jäger des verlorenen Schatzes den Oscar in der Kategorie Beste visuelle Effekte erhielt.

## Leben
Kit West ging auf das King’s College in London. Danach arbeitete er als Kameraassistent bei Realist Film Unit, einem Unternehmen für militärische Dokumentationsfilme. Nach zwei Jahren in der Armee arbeitete er wieder bei Realist Film Unit, allerdings im Bereich Fernsehwerbung. Ab 1963 arbeitete er erstmal im Bereich Spezialeffekte an Filmen wie Der Kuß des Vampirs, Banditen auf dem Mond und Inspektor Clouseau, der „beste“ Mann bei Interpol.
1982 erhielt er bei seiner ersten Zusammenarbeit mit Steven Spielberg für Jäger des verlorenen Schatzes den Oscar in der Kategorie Beste visuelle Effekte. Zwei weitere Nominierungen erhielt er 1986 für Das Geheimnis des verborgenen Tempels und 1997 für Dragonheart, bei denen er jeweils als VFX Supervisor tätig war.

## Filmografie
- 1963: Der Kuß des Vampirs (The Kiss of the Vampire)
- 1963: Haus des Grauens (Paranoiac)
- 1963: Sie sind verdammt (The Damned)
- 1964: Die erste Fahrt zum Mond (First Men in the Moon)
- 1965: Die letzte Schlacht (Battle of the Bulge)
- 1965: Herrscherin der Wüste (She)
- 1966: Sie fürchten weder Tod noch Teufel (Lost Command)
- 1967: Das grüne Blut der Dämonen (Quatermass and the Pit)
- 1967: Heiße Katzen (Deadlier Than the Male)
- 1967: Das Milliarden-Dollar-Gehirn (Billion Dollar Brain)
- 1968: Salz und Pfeffer (Salt and Pepper)
- 1969: Banditen auf dem Mond (Moon Zero Two)
- 1969: Ein dreckiger Haufen (Play Dirty)
- 1969: Some Girls Do
- 1970: El Condor
- 1971: Catlow – Leben ums Verrecken (Catlow)
- 1971: Doc
- 1973: Unter tödlicher Sonne (Charley One-Eye)
- 1974: Dracula (Bram Stoker’s Dracula)
- 1975: Die letzte Nacht des Boris Gruschenko (Love and Death)
- 1975: Die Wilby-Verschwörung (The Wilby Conspiracy)
- 1975: Bradbury (Paper Tiger)
- 1976: Inspektor Clouseau, der „beste“ Mann bei Interpol (The Pink Panther Strikes Again)
- 1977: Equus – Blinde Pferde (Equus)
- 1978: Die Wildgänse kommen (The Wild Geese)
- 1979: Lawinenexpress (Avalanche Express)
- 1979: Meetings with Remarkable Men
- 1980: Die Seewölfe kommen (The Sea Wolves)
- 1980: The Big Red One (The Big Red One: The Reconstruction)
- 1981: Jäger des verlorenen Schatzes (Raiders of the Lost Ark)
- 1981: Omar Mukhtar – Löwe der Wüste (Lion of the Desert)
- 1983: Die Rückkehr der Jedi-Ritter (Star Wars: Episode VI – Return of the Jedi)
- 1984: Der Wüstenplanet (Dune)
- 1985: Das Geheimnis des verborgenen Tempels (Young Sherlock Holmes)
- 1985: Eleni
- 1985: König David (King David)
- 1986: Tai-Pan (James Clavell’s Tai-Pan)
- 1987: Das Reich der Sonne (Empire of the Sun)
- 1987: Rent-a-Cop
- 1988: Ein Mann wie Taffin (Taffin)
- 1989: Die Verdammten des Krieges (Casualties of War)
- 1991: Todo por la pasta
- 1992: 1492 – Die Eroberung des Paradieses (1492: Conquest of Paradise)
- 1992: Der Schatten des Wolfes (Shadow of the Wolf)
- 1992: Universal Soldier
- 1996: Daylight
- 1996: Dragonheart
- 1997: Kull, der Eroberer (Kull the Conqueror)
- 1998: Black Dog
- 2001: Duell – Enemy at the Gates (Enemy at the Gates)
- 2004: Die Bourne Verschwörung (The Bourne Supremacy)
- 2004: In 80 Tagen um die Welt (Around the World in 80 Days)
- 2005: Doom – Der Film (Doom)
- 2008: City of Ember – Flucht aus der Dunkelheit (City of Ember)